# Bikla
Bikla je alkoholno piće koje je poznato Dalmaciji, kako u Zagori, tako i na otocima. Dobiva se miješanjem crnog vina i mlijeka, najčešće u omjeru 1:1. Na otocima ima drugo ime: na Braču se zove hmutica ili smutica, a na Hvaru i sumutva, mućkalica, hmutnica. Za izradu bikle može se koristiti kozje ili kravlje mlijeko. Boja bikle može biti svjetlije ili tamnije ljubičaste boje, ovisno o količini crnoga vina.

## Zapisi o bikli
Biklu prvi put spominje don Mihovil Pavlinović u drugoj polovici 19. stoljeća, nakon što ju je pronašao u Makarskom primorju.
Frano Ivanišević je o bikli zapisao 1903. godine: "Bikla je vino pomišano s mlikon po a po. Prije bilo je to ugodno piće, sada mlađi ne maru za biklon."
Milovan Gavazzi govori: "da se u nekim predjelima Dalmacije gostu, rodilji ili inače iscrpljenoj osobi nudi hladno mlijeko (ili sirutka) s vinom,  i to gotovo isključivo crvenim, kao narodno piće za okrepu i osvježenje (i to osobito ljeti kada ima hladnoga vina i mlijeka u podrumu".
Danijel Alerić o bikli je napisao i studiju gdje navodi: "Bikla se radi tako da se u posudu napunjenu crnim vinom namuze ili nalije bar još toliko sirova mlijeka, ali, često, i mnogo više, ovisno o ukusu; pri tom vino igra pasivnu ulogu, očito, zato što se smatra važnijim od mlijeka i jer se tako s njim bolje izmiješa i bez upotrebe žlice."
Jure Kaštelan je napisao: "Zakučcu kod Omiša pravi piće od crna vina i mlijeka, u odnosu pola prema pola. Pravi se u svako doba godine, ali samo radi toga da posluži kao lijek. Daje se bolesniku koji je bolestan od neke lakše bolesti (težemu bolesniku, na primjer, onomu koji je bolestan od upale pluća, daje se piće od vina i ulja, također u odnosu pola prema pola)."
Petar Gudelj je o bikli rekao: "Loza i koza! Ne sastadoše se samo na klancu i u sliku, nego i u bikli, čudesnom arhajskom napitku od tek umuzena, još zapjenjena mlijeka i mlada, tek prevrela crnoga vina."

## Bikla danas
U Vrgorcu se početkom listopada svake godine održava festival bikle nazvan Biklijada. Na Braču je u svibnju 2010 godine održana fešta gdje se propagirala smutica, čime se pokušava oživiti ovo tradicionalno piće.